# Ekenis
Ekenis este o comună din landul Schleswig-Holstein, Germania.